# Arsène d'Arsonval
Pour les articles homonymes, voir Arsonval.
Jacques Arsène d'Arsonval, né le 8 juin 1851 à La Porcherie (Haute-Vienne) et mort le 31 décembre 1940 dans la même commune, est un médecin, physicien et inventeur français. On lui doit notamment le galvanomètre balistique, le premier téléphone agréé par les PTT et des études sur l'électrothérapie par les courants à haute fréquence.

## Biographie
Né le 8 juin 1851 au château de la Borie à La Porcherie (Haute-Vienne), Jacques Arsène d'Arsonval est le fils de Pierre Catherine d'Arsonval (1805 - 1883), médecin, et de Marie-Louise Betzi de Beaune (1810-1870).
Il est élève du lycée impérial de Limoges, puis du collège Sainte-Barbe à Paris. Il est ensuite étudiant en médecine et assiste aux cours de Claude Bernard, dont il devient le préparateur au Collège de France en 1873 (il sera aussi le préparateur de Brown-Séquard lorsque ce dernier succède à Claude Bernard en 1878). Il obtient son diplôme de médecin en 1876.
En 1881, s'inspirant sans doute d'un propos prêté par Jules Verne au capitaine Nemo, il propose de mettre à profit la différence de température entre la surface et le fond de l'océan tropical pour faire tourner une machine thermique et produire ainsi de l’électricité : c'est la première formulation correcte du principe de l'énergie thermique des mers (ETM).

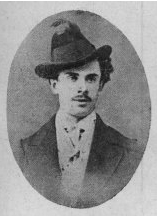
Arsène d'Arsonval en taupin au collège Sainte-Barbe.

De 1882 à 1910, il dirige le laboratoire de biophysique du Collège de France, puis le nouveau laboratoire de Nogent-sur-Marne, dont il est le directeur jusqu’en 1931.

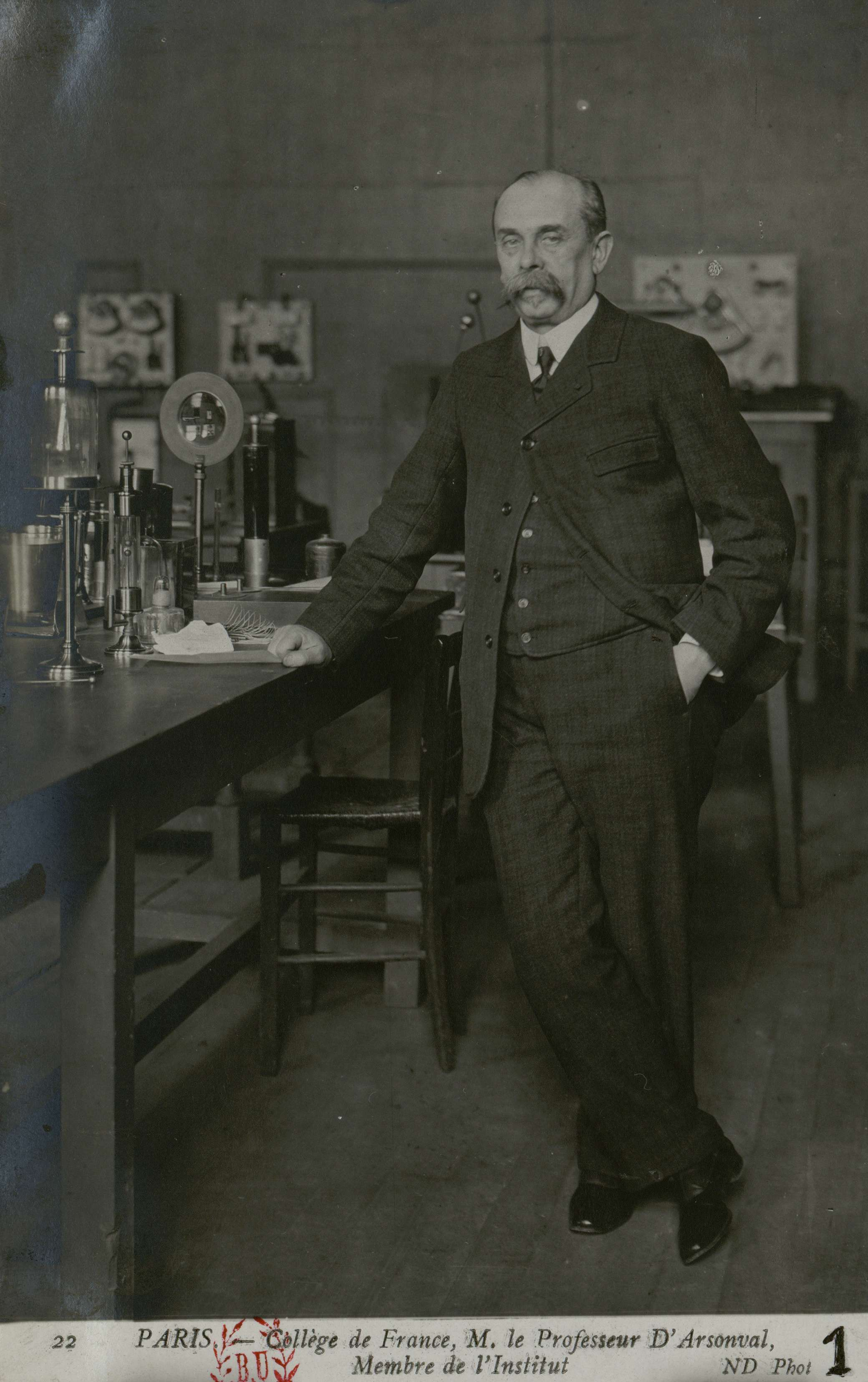
Collège de France. M. le professeur d'Arsonval, membre de l'Institut (Bibliothèque de la Sorbonne, NuBIS).

D’Arsonval a marqué l'histoire de l'électrophysiologie par ses nombreuses découvertes dans le domaine de l’électricité médicale. Père de la haute fréquence médicale, il va faire naître la « d’arsonvalisation » ou « diathermie » en étudiant les effets des courants à haute fréquence sur les animaux. Pour déceler les faibles courants lors de l’étude des contractions musculaires, il construit de nombreux appareils, dont le plus connu est le galvanomètre balistique, réalisé en collaboration avec Marcel Deprez.
Parmi ses nombreux travaux, il met au point le premier téléphone adopté par les PTT, démontre expérimentalement le transport de l’énergie électrique, invente le vase d’Arsonval, un récipient de verre à double paroi, le vide étant fait dans l'espace séparant les cloisons extérieure et intérieure. Par son principe, ce récipient est à l'origine des bouteilles thermos. Vers 1902, il collabore avec Georges Claude sur la liquéfaction des gaz et fait naître les industries de l’Air liquide à Champigny.
Il participe, avec Gustave Ferrié, aux premières émissions de TSF et aux premiers essais de téléphone sans fil en 1911. Pendant la Première Guerre mondiale, alors qu'il travaille sur les équipements électriques de transmission, il montre que les chocs électriques à haute tension ne provoquent pas forcément la mort immédiate, et qu’une réanimation est possible par respiration artificielle.

## Prophète de l'électricité industrielle
On cite souvent la déclaration qu'il aurait faite au Congrès international des électriciens de 1881 : « Canaliser l'électricité est bien démocratiser la force. Il y a plus : transporter la force à grande distance c'est pouvoir se passer du charbon, dont les provisions s'épuisent, c'est pouvoir utiliser les forces naturelles, jusqu'ici perdues… grâce à la science, la possibilité d'hier sera la banalité de demain ».
Du vivant de l'auteur, La Croix rapportait, en 1933, que cette déclaration avait été faite en 1882 à une distribution de prix à l’école Arago et, sur la foi d'un exemplaire de ce discours remis cinquante ans plus tard au conseil municipal de Paris par d'Arsonval lui-même, sous la forme : « Canaliser l’électricité, c’est bien démocratiser les forces. Mais il y a plus. Transporter les forces à grande distance, c’est pouvoir se passer du charbon dont les provisions s’épuisent, c’est pouvoir utiliser les forces naturelles jusqu’ici perdues. Dans un avenir prochain nous verrons les eaux de nos fleuves, les vents ou les marées mettre en mouvement de puissantes machines électriques d’où partira un réseau de fils télégraphiques sillonnant le pays et distribuant sur son parcours la force à l’industrie et à l’agriculture ».

## Déclaration politique en faveur du maréchal Pétain (décembre 1940)
Sous l'Occupation, peu de temps avant sa mort, comme quelques autres savants, il donne une déclaration à l'agence de presse Inter-France, diffusée par les journaux afin de mettre en avant la collaboration franco-allemande. Il y loue le maréchal Pétain, Pierre Laval et une entente franco-allemande,, déclarant notamment : « Entraînée par ses gouvernants dans la plus grande catastrophe de son histoire, la France réelle a eu la chance - comme elle l'a toujours eu dans le passé - de trouver parmi ses fils ceux qui pouvaient la sauver : j'ai nommé le Maréchal Pétain, le seul homme en France dont le nom peut suffire à faire l'unanimité, et con collaborateur M. Pierre Laval. (...) Il y a longtemps, d'ailleurs, que l'Allemagne et la France auraient dû s'entendre ». Son épouse Emilie est morte en 1944 à 79 ans.

## Œuvres et publications scientifiques
- « Utilisation des forces naturelles. Avenir de l'électricité », in La Revue scientifique, septembre 1881, no 12, p. 370-372. en ligne
- « Utilisation des forces naturelles par l'électricité », in La Revue Scientifique, octobre 1881, no 18, p. 550-556. en ligne
- « Discussion de la commission d'électro-physiologie », in La Revue Scientifique, décembre 1881, no 24, p. 725-729. en ligne
- « Recherches expérimentales sur les piles hydro-électriques », 1/2, in La Lumière électrique, mars 1881, no 13, p. 246-248. en ligne
- « Recherches expérimentales sur les piles hydro-électriques », 2/2, in La Lumière électrique, avril 1881, no 17, p. 300-303. en ligne
- « Action physiologique des courants alternatifs », in: CR Soc Biol(1891), 43, 283-286.
- « Recherches sur la décharge électrique de la torpille », in : J. Phys. Theor. Appl.(1896), 5(1), 149-154. Texte intégral
- « Interrupteur électrolytique », in: J. Phys. Theor. Appl. (1899), 8(1), 206-209 , Texte intégral
- « L'air liquide » in: J. Phys. Theor. Appl.(1898), 7(1), 497-504 Texte intégral
- « Discours prononcé à la séance solennelle de la Sorbonne », [S.l.] , [s.n.] [1933?] Gauthier-Villars (Paris), 6 p., 8°, Extrait de la Plaquette du "Cinquantenaire de la Soc. franç. des Électriciens", novembre 1933.

## Distinctions
- Grand-croix de la Légion d'honneur

Arsène d'Arsonval fut cofondateur avec Éleuthère Mascart de l’École supérieure d'électricité en 1894. En 1908, il est le premier président de la Compagnie générale de radiotélégraphie. 
Il est élu membre de l’Académie de médecine dès 1888, de l’Académie des sciences en 1894 et de plusieurs sociétés savantes et industrielles. Il est élu président de l'Institut d’actinologie en 1918. Il est promu grand-croix de la Légion d'honneur en 1931.

## Éponymie
Arsène d'Arsonval a laissé son nom à :
- plusieurs voies publiques :
  - Rues : à Béziers, Brest, Concarneau, Dijon, Grenoble, Guéret, Le Mans, Lens, Lille, Limoges, Nantes, Nîmes, Orsay, Paris (la rue d'Arsonval), Pau, Perpignan, La Porcherie, Saint-Nazaire, Saint-Priest, Toulouse, Carnoux-en-Provence et Tours
  - Impasses : à Brive-la-Gaillarde, La Roche-sur-Yon et Saint-Étienne
- une place publique : la Place d'Arsonval à Lyon, adresse notamment de l'hôpital Édouard-Herriot, de la Faculté de médecine et de l'école d'infirmières de Grange Blanche
- Deux lycées, à Saint-Maur-des-Fossés (lycée d'Arsonval) et Brive-la-Gaillarde
- Un collège : à Saint-Germain-les-Belles (Collège Arsène D'Arsonval)

L'Union astronomique internationale a donné le nom de D'Arsonval à un cratère lunaire.